# Alur (peuple)
 (août 2025).
La mise en forme du texte ne suit pas les recommandations de Wikipédia : il faut le « wikifier ».
Les points d'amélioration suivants sont les cas les plus fréquents. Le détail des points à revoir est peut-être précisé sur la page de discussion.
- Les titres sont pré-formatés par le logiciel. Ils ne sont ni en capitales, ni en gras.
- Le texte ne doit pas être écrit en capitales (les noms de famille non plus), ni en gras, ni en italique, ni en « petit »…
- Le gras n'est utilisé que pour surligner le titre de l'article dans l'introduction, une seule fois.
- L'italique est rarement utilisé : mots en langue étrangère, titres d'œuvres, noms de bateaux, etc.
- Les citations ne sont pas en italique mais en corps de texte normal. Elles sont entourées par des guillemets français : « et ».
- Les listes à puces sont à éviter, des paragraphes rédigés étant largement préférés. Les tableaux sont à réserver à la présentation de données structurées (résultats, etc.).
- Les appels de note de bas de page (petits chiffres en exposant, introduits par l'outil «  Source ») sont à placer entre la fin de phrase et le point final[comme ça].
- Les liens internes (vers d'autres articles de Wikipédia) sont à choisir avec parcimonie. Créez des liens vers des articles approfondissant le sujet. Les termes génériques sans rapport avec le sujet sont à éviter, ainsi que les répétitions de liens vers un même terme.
- Les liens externes sont à placer uniquement dans une section « Liens externes », à la fin de l'article. Ces liens sont à choisir avec parcimonie suivant les règles définies. Si un lien sert de source à l'article, son insertion dans le texte est à faire par les notes de bas de page.
- La présentation des références doit suivre les conventions bibliographiques. Il est recommandé d'utiliser les modèles {{Ouvrage}}, {{Chapitre}}, {{Article}}, {{Lien web}} et/ou {{Bibliographie}}. Le mode d'édition visuel peut mettre en forme automatiquement les références.
- Insérer une infobox (cadre d'informations à droite) n'est pas obligatoire pour parachever la mise en page.

Pour une aide détaillée, merci de consulter Aide:Wikification.
Si vous pensez que ces points ont été résolus, vous pouvez retirer ce bandeau et améliorer la mise en forme d'un autre article.
Pour les articles homonymes, voir Alur.
Les Alur sont une population d'Afrique centrale et de l'Est, vivant sur les rives septentrionales du lac Albert, au nord-est de la République démocratique du Congo, dans le territoire de Mahagi, (dans tous les chefferies du territoire de Mahagi sans Inception) dans le Territoire de Djugu(Mambisa/Pamitu et Panduru, Musekere, Muganga) et au nord-ouest de l'Ouganda. 
Le peuple Alur fait partie de grandes familles Luo ou Lwo que regroupent les Acoli, Jurchol, les Teso, Lang'o, Dama et Nuer. Au Kenya, contrairement aux autres pays de l'Afrique de l'est, l'appellation luo est unique pour le Kenya pour lequel il occupe la troisième place en nombre après le Kikuyu et le Luhya; également en Tanzanie.D'autres communautés sont établies au Kenya, au Soudan, en Tanzanie et en Éthiopie. 

## Sur le peuple Mambisa en territoire de Djugu en République démocratique du Congo

### Historique
La Chefferie des Mambisa est le fruit du flux migratoire du peuple Alur dans les plateaux de l’Afrique orientale depuis le  XV è siècle pour se cristalliser  dans la région actuelle de Djugu au XIXe siècle. Elle est  une entité territoriale décentralisée dotée de personnalité juridique . Depuis 1975, son Chef-lieu est fixé à NIZI par l’arrété du C.D.D. F. ABSIL signé le 26 juillet 1933. Nizi est situé dans le Groupement Taratibo en Territoire de Djugu à 31 kilomètres au nord de la ville de Bunia, Chef-lieu de la Province de l’Ituri, en République Démocratique du Congo.
Cette entité administrative et coutumière a existé avant l’arrivée des Belges. « en janvier et février 1897, les troupes de Dhanis en route pour le Nil passaient par Kilo où, par leurs bévues et exactions, ont semé la désolation dans la région à cause desquelles le chef Krilo et se administrés durent fuir en brousse ». « En 1891, l’expédition d’Emin-Pacha, dont l’explorateur Sthulmann faisait partie, sillonnait la contrée, elle s’est arrêtée pendant trois jours au mont Swanga, résidence de Krilo, chef de cette partie aux confins ouest du territoire Lendu touchant aux Banyali ».
Le mont Swanga prit le nom de Kilo, du nom de Chef Krilo, fut le poste ou l’on installa et investit le lieutenant Sauvage par le lieutenant Josué Henry, de la Force Publique de l’EIC, État Indépendant du Congo, en 1895.
En 1904, le poste fut déplacé vers le sud, à peu près sur le site actuel de Kilo parce l’exploitation des alluvions aurifères venait de commencer dans la rivière Sau, suite aux trouvailles des deux prospecteurs australiens, Hannan et Obrien en 1903.
En juin 1910, le R.P. Lambert, français de la Congrégation du Sacré-Cœur, en provenance de Kisangani, avait judicieusement placé chez le Chef Goli le catéchiste Léon Mangala, parce que ce fut un chef relativement riche et important, entretenant de bonnes relations amicales avec les chefs influents de la région.
Chef Louis Goli et Maria Kyeusi furent baptisé avec ses six enfants le 08 décembre 1912, dans le groupe de 40 premiers nouveaux baptisés de Kilo. Dès lors , « il fit figure de soutien privilégié des missionnaires et même apôtre » car il accompagnait le Père supérieur Van Den Eynde dans le contrôle de connaissance et de bonne conduite des catéchumènes, avec son frère Kitambala et le Chef Risasi.
Le 12 octobre 1916, Goli fut condamné à 10 ans de servitude pénale pour « soi-disant » meurtre sur « témoignages partisans » du Père Supérieur, puis destitué. Il était un chef têtu et coriace, mais il avait un grand sens politique, dit le Père Gérard Malherbe ; son comportement véreux est à l’origine de l’adage populaire célèbre : « ubishi inaua Goli » pour signifier qu’il faut adopter une attitude souple si l’on veut être ménagé et compris par les autres, surtout ceux qui sont plus puissants que soi.
En 1908, les colons belges atteignaient le Chef-lieu de l’entité lorsque le grand et premier Chef KRILO régnait dans la région à Kilo dans la partie que l’on appelle Kilo Mission sur la colline Kama. « en février 1914, la chefferie des Mambisa, vu sa position (excentrique par rapport à Mahagi…) fut la première entité politico-administrative « lur » créée par le colonisateur belge. Elle est constituée le 7 mars 1914 en Centre indigère (C.I. ) des Mambisa sous l’autorité de Goli, deuxième Roi de l’entité. Si en 1947 l’administration coloniale avait procédé au glissement des Pamitu de Mahagi sur le territoire sous-peuplé de leurs frères Mambisa, en 1948 c’était le déferlement le plus important de la population actuelle de cette région de la Chefferie des Mambisa. Elle est dotée de la personnalité juridique par l’arrêté N°21/10/57 de Monsieur le Commissaire de District de KIBALI-ITURI en 1957. Le code de l’administration publique qui lui a été attribué est composé de cinq chiffres, à savoir cinq, un, trois et zéro soit 5130.

### Successions au pouvoir
Le pouvoir coutumier en chefferie des Mambisa depuis son avènement a connu des temps forts à la succession au pouvoir depuis le règne du premier Chef KRILO de la Chefferie. En voici la succession :
- 1er Chef KRILO coutumier, né vers 1840 : vers 1870, avant la conférence Berlin,  jusqu’à 1905.

- 2ème Chef coutumier Louis GOLI KRILO : de 1905 – 1916

- 3ème Chef coutumier Monsieur Joseph KITAMBALA KRILO : de 1916 – 1933

- 4ème Chef coutumier Monsieur ANDRE KRILO : (1939-1943)

- 5ème Chef coutumier Monsieur Louis NDRUNDRO KRILO : de 1991 – 2015

- 6ème Chef coutumier Monsieur Henry JUGA TCHELE KRILO : de 2015 – 2024.

- 7ème Chef coutumier Monsieur BADINGA BAUDJO KRILO :  installé chef le vendredi 4 octobre de 2024 au Chef-lieu de Chefferie à Nizi.

Il faut noter que, la Chefferie a été dirigée successivement par Risasi sous le règne duquel la chefferie des Mambisa dans sa configuration actuelle fut formée(1933 à 1939), par Simon Minya , fils de Gokalu, catéchiste de son état qui fut promu  par l’influence du colonisateur (1943 à 1975), et Jean-Marie Loda Minya son fils de 1975 à 1991.

### Organisation politico-administrative
La chefferie des  Mambisa a son chef lieu à Nizi, elle est dirigée par Sa Majeste Jean-Baptise Badinga. Elle compte 10 groupements comprenant 105 localités correspondant grosso modo aux sous-clans. Elle est composée de 10 groupements : Taratibo, Kekpa, Kpadinga, Mandje, Mayalibo, Londroma, Loda, Zengo, Abini, Ndikpa.
La Chefferie des Mambisa est délimitée par les entités territoriales administratives suivantes : A l’EST : par le Secteur des Walendu Djatsi et la Chefferie des Ndo Okebo, le groupement Dhego de la Chefferie des; A l’OUEST : par les Secteurs des Banyari Kilo et des Walendu Djatsi ; Au NORD : par la Chefferie Bahema Badjere, le secteur des Banyali et la chefferie des Mabendi ;Au SUD : par le Groupement BENDELE de la Chefferie des Bahema Baguru.

## Ethnonymie
Selon les sources et le contexte, on observe différentes formes : Alour, Alulu, Alurs, Aluur, Joalur, Jonam, Jo Nam, Luri ou Lur.

## Population
Lors du recensement de 2014 en Ouganda, on a dénombré 878 453 Alur.

## Langue
Ils parlent l'alur, une langue nilotique occidentale. Le nombre de locuteurs est estimé à 1 367 000, dont 750 000 pour la République démocratique du Congo (2001) et 617 000 pour l'Ouganda (2002).

## Culture
Ce peuple reste, jusqu'à ce jour, attaché à l'art. C'est pourquoi la plupart de ses outils restent des objets taillés, sculptés ou fait de terre: manche de houe, siège, potier... Et leurs richesses culturelles (chansons, légendes, historiettes, traditions, produits (plantes) thérapeutiques...), malgré la scribalité, se transmettent encore oralement et sont gardés dans les mémoires populaires. Il y a encore très peu d'écrit sur leur culture, sauf quelques efforts de ses rares fils intellectuels aujourd'hui.

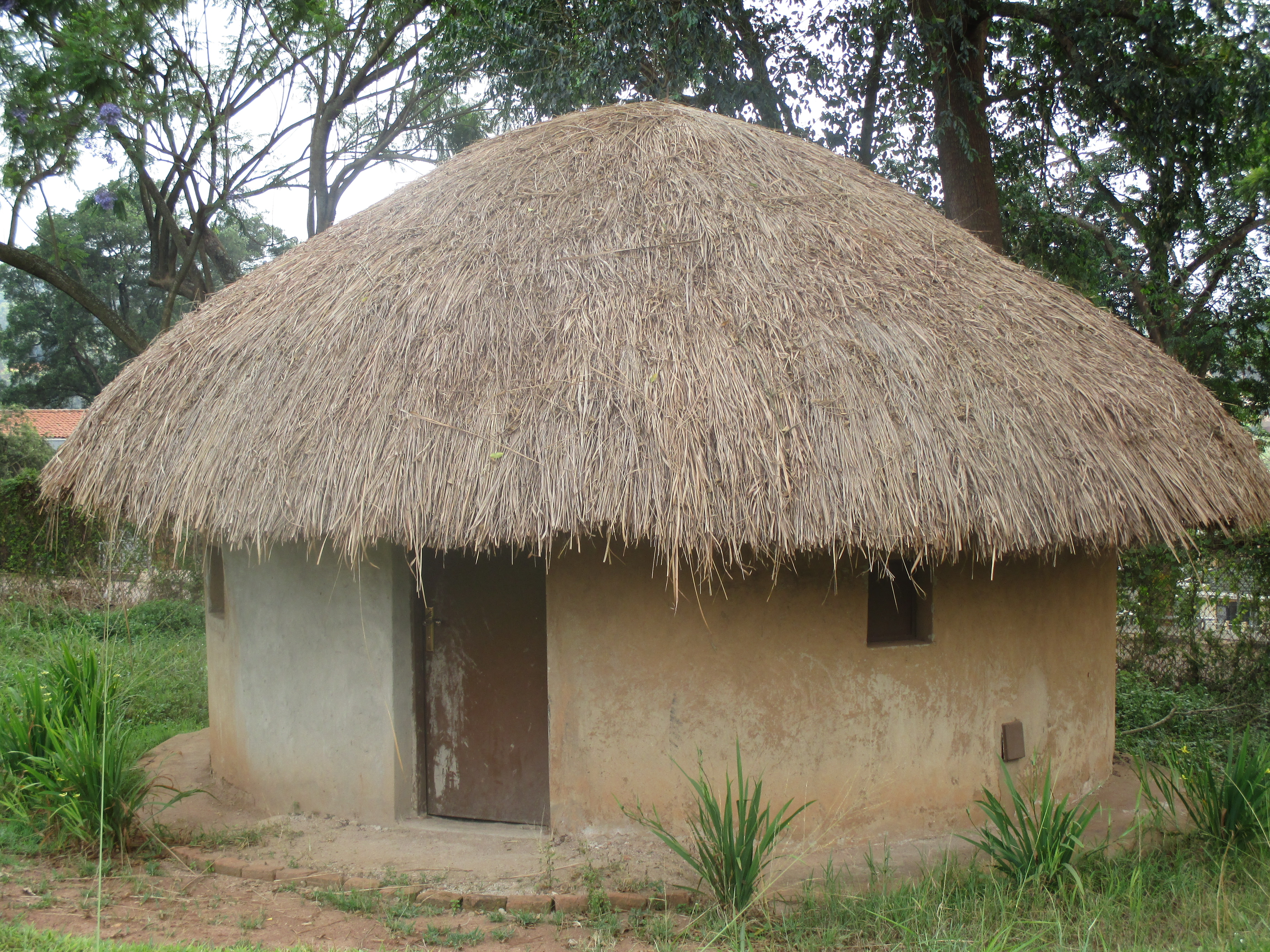
Habitation alur (Ouganda Museum)
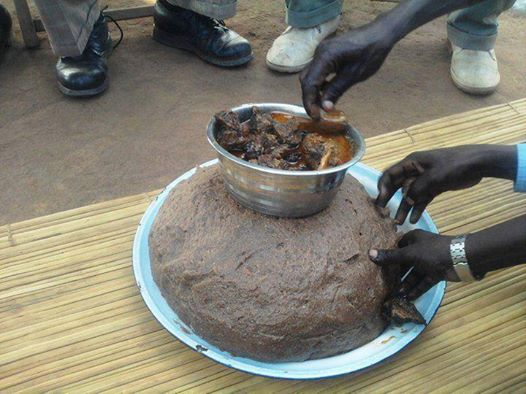
Cuisine alur (pain, poisson fumé et soupe)
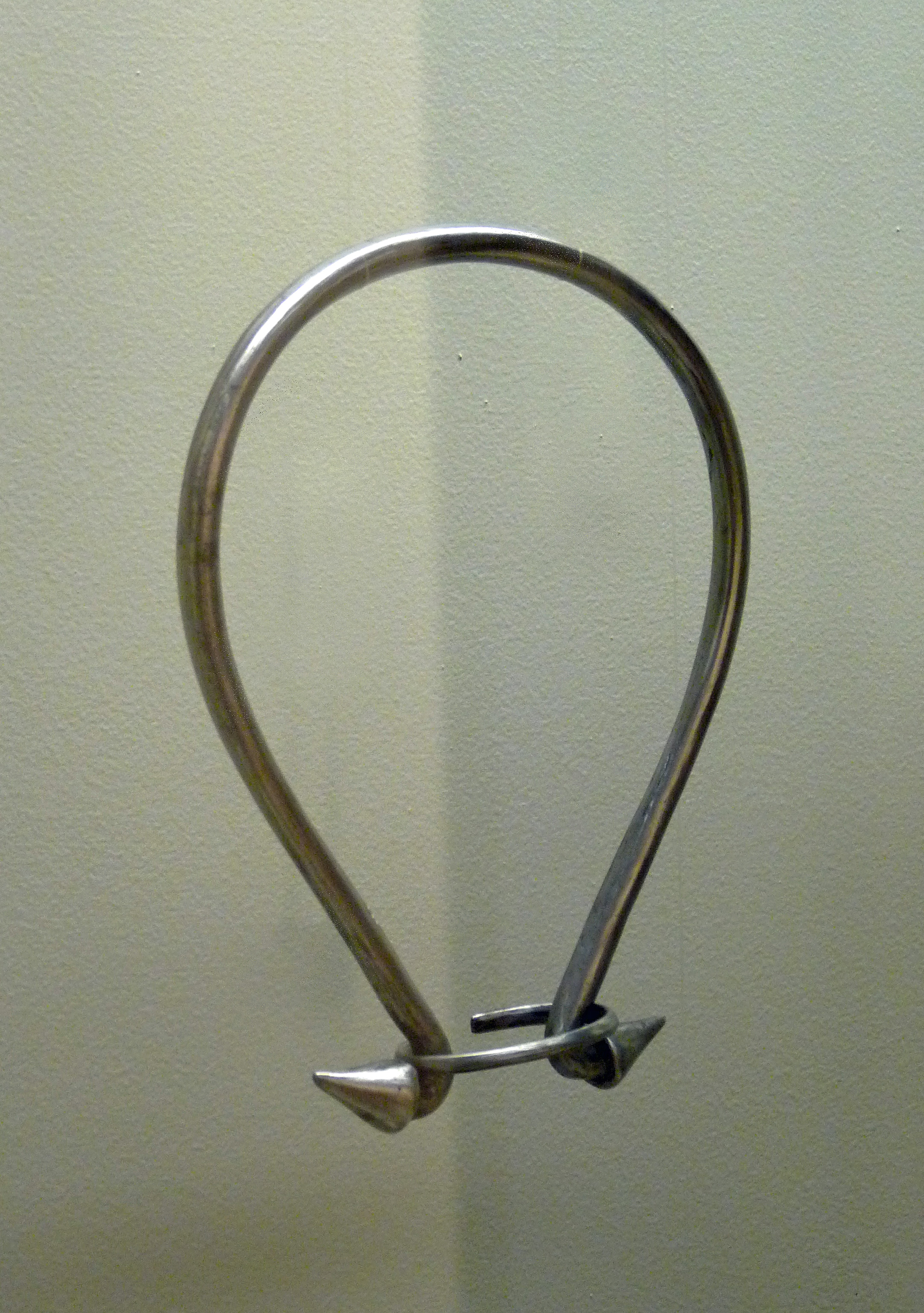
Collier en fer forgé

### Discographie
- (en) Forest music : northern Belgian Congo : 1952 (Hugh Tracey, collecteur), International Library of African Music, Grahamstown, 2000, CD (65 min 48 s) + brochure (16 p.). Les enregistrements concernent les peuples suivants : Mayogo, Meje, Azande, Bobwa, Alur, Balendu, Lokele.